# Санта-Крус Вильсон, Доминго
Доминго Са́нта-Крус Вильсон (исп. Domingo Santa Cruz Wilson; 5 июля 1899, Ла-Крус — 6 января 1987, Сантьяго, Чили) — чилийский композитор и музыкальный педагог.

## Биография
Получил юридическое образование в университете Чили в 1921 году. Параллельно изучал композицию у Энрике Соро. Во время своего пребывания на посту второго секретаря посольства Чили в Мадриде в 1921—1923 годах учился у испанского композитора Конрадо дель Кампо.
После возвращения на родину инициировал работу чилийского общества Баха в 1924 году, что явилось значительным событием в музыкальной жизни страны. 31 декабря 1929 в университете Чили был основан факультет изящных искусств, с 1932 по 1948 год пост декана этого факультета занимал Доминго Санта-Крус Вильсон. C 1944 по 1948 год работал проректором, а с 1948 по 1951 год исполнял обязанности ректора университета. Он также был одним из основателей журнала «Ревиста мусикаль чилена» («Revista musical Chilena») в 1945 году и института музыковедения в 1946 году.
В 1951 году ему была присуждена Национальная премия в области музыкального искусства.
Работал также на нескольких важных руководящих должностях в международных организациях: в 1953—1955 — вице-президент Международного общества музыкального образования, а с 1956 по 1958 год занимал пост президента этого общества, с 1954 года член Международного общества современной музыки.

## Произведения
- Струнный квартет № 1 (1930—1931)
- «Пять пьес» для струнного оркестра (1937)
- «Кантата чилийских рек» для хора и оркестра (1941)
- «Вариации» для фортепиано с оркестром (1943)
- «Эклога» для солиста, хора и оркестра (на текст Лопе де Веги, 1949)
- «Шесть песен весны» (1950)
- 4 симфонии (1946—1968)
- «Четыре поэмы» (на тексты Габриэлы Мистраль)